# 马恩河畔弗雷讷
马恩河畔弗雷讷（法語：Fresne-sur-Marne，法語發音：[fʁɛn syʁ maʁn] ⓘ）是法国塞纳-马恩省的一个市镇，属于莫城区。

## 地理
马恩河畔弗雷讷（48°56'23"N, 2°44'29"E）面积7.46 平方千米，位于法国法蘭西島大區塞纳-马恩省，该省份为法国北部内陆省份，北起瓦兹省，西接埃松省、马恩河谷省、塞纳-圣但尼省和瓦兹河谷省，南至卢瓦雷省，东南接约讷省，东临马恩省和奥布省，东北接埃纳省。
与马恩河畔弗雷讷接壤的市镇（或旧市镇、城区）包括：马恩河畔普雷西、马恩河畔阿内、沙尔芒特赖、沙尔尼、克莱-苏伊、雅布利讷。

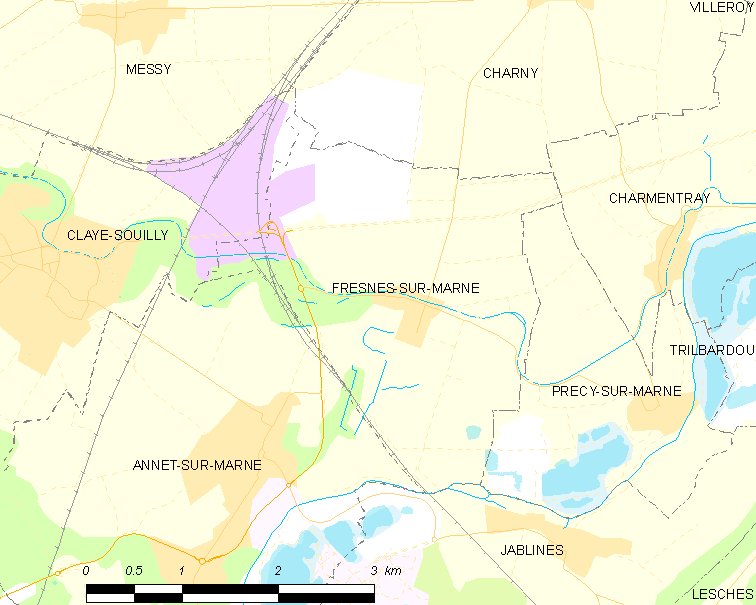
马恩河畔弗雷讷的OSM定位图

马恩河畔弗雷讷的时区为UTC+01:00、UTC+02:00（夏令时）。

## 行政
马恩河畔弗雷讷的邮政编码为77410，INSEE市镇编码为77196。

## 政治
马恩河畔弗雷讷所属的省级选区为克莱-苏伊县。

## 人口

1962-2008年间马恩河畔弗雷讷人口变化图示

马恩河畔弗雷讷于2022年1月1日时的人口数量为947人。